# Mister International
Mister International – międzynarodowy konkurs piękności dla mężczyzn rozgrywany od 2006 roku.

## Zwycięzcy konkursu
| Rok  | Kraj             | Zwycięzca                  | Miejsce  | Liczba uczestników |
| ---- | ---------------- | -------------------------- | -------- | ------------------ |
| 2006 | Liban            | Wissam Hanna               | Singapur | 19                 |
| 2007 | Brazylia         | Alan Bianco Martini        | Kuching  | 17                 |
| 2008 | Wietnam          | Ngô Tiến Đoàn              | Tainan   | 30                 |
| 2009 | Boliwia          | Juan Bruno Kettels Torrico | Taizhong | 29                 |
| 2010 | Wielka Brytania  | Ryan Terry                 | Dżakarta | 40                 |
| 2011 | Brazylia         | César Curti                | Bangkok  | 33                 |
| 2012 | Liban            | Ali Hammoud                | Bangkok  | 38                 |
| 2013 | Wenezuela        | José Anmer Paredes         | Dżakarta | 38                 |
| 2014 | Filipiny         | Neil Perez                 | Ansan    | 29                 |
| 2015 | Szwajcaria       | Pedro Mendes               | Manila   | 36                 |
| 2016 | Liban            | Paul Iskandar              | Bangkok  | 35                 |
| 2018 | Korea Południowa | Seung Hwan Lee             | Rangun   | 36                 |
| 2019 | Wietnam          | Trịnh Văn Bảo              | Manila   | 39                 |
| 2022 | Dominikana       | Manu Franco                | Manila   | 35                 |
| 2023 | Tajlandia        | Kim Goodburn               | Bangkok  | 36                 |

## Kraje zwycięskie
| Liczba zwycięstw | Kraj             | Lata             |
| ---------------- | ---------------- | ---------------- |
| 3                | Liban            | 2006, 2012, 2016 |
| 2                | Wietnam          | 2008, 2019       |
| 2                | Brazylia         | 2007, 2011       |
| 1                | Boliwia          | 2009             |
| 1                | Wielka Brytania  | 2010             |
| 1                | Wenezuela        | 2013             |
| 1                | Filipiny         | 2014             |
| 1                | Szwajcaria       | 2015             |
| 1                | Korea Południowa | 2018             |
| 1                | Dominikana       | 2022             |
| 1                | Tajlandia        | 2023             |

## Reprezentanci Polski
| Rok  | Reprezentant       | Miasto      | Dane                      | Sukces         |
| ---- | ------------------ | ----------- | ------------------------- | -------------- |
| 2009 | Sebastian Strzępka | Szczecin    | -                         | IV wicemister  |
| 2014 | Rafał Maślak       | Międzyrzecz | Mister Polski 2014        | III wicemister |
| 2015 | Rafał Jonkisz      | Rzeszów     | Mister Polski 2015        | brak           |
| 2016 | Jan Dratwicki      | Łódź        | Mister Polski 2016        | brak           |
| 2018 | Arkady Zadrożny    | Białystok   | IV wicemister Polski 2017 | TOP 16         |
| 2019 | Tomasz Zarzycki    | Łódź        | Mister Polski 2018        | brak           |